# Гермес, Богдан Андреевич
Богдан Андреевич Гермес (нем. Gottlieb Hermes; 1760—1839) — сенатор, действительный тайный советник, Тобольский и Пермский губернатор.

## Биография
Происходил из прусских дворян. Родился в Вильне; Н. Александрович в «Русском биографическом словаре» год рождения указал неопределённо: 1758 (1759), а в Некрологе было указано, что он умер 14 мая 1839 года — 79 лет, что определяет год рождения — 1760.
В 1771 году вступил кадетом в Артиллерийский и инженерный кадетский корпус, откуда в 1774 году выпущен в артиллерию штык-юнкером; в 1779 году произведён в подпоручики.
В 1782 году участвовал в походе в Крым; в 1786 году произведён в поручики в Бомбардирский полк. С 16 августа по 6 декабря 1788 года находился на батареях при осаде Очакова и 6 декабря участвовал в штурме, за отличие в котором получил золотой крест.
В 1789 году назначен флигель-адъютантом чина армии капитана к генерал-аншефу барону Меллеру-Закомельскому.
В 1790 году участвовал в русско-шведской войне и был в сражениях со шведами на Балтийском море и при взятии острова Корьесари, за что пожалован золотой шпагой.
В 1791 году был произведён в майоры с назначением командиром бомбардирского батальона и послан на канонерских лодках в Роченсальм для заложения крепости.
В 1794 году он был произведён в подполковники, в 1796 году — в полковники и в 1798 году — в генерал-майоры и в том же году командирован в Херсон и Киев для обучения там артиллерийских батальонов и осмотра крепостей, а в 1799 году — в замок Лоде.
27 января 1800 года Богдан Андреевич Гермес был отставлен от военной службы и 15 октября того же года принят на гражданскую с переименованием в действительные статские советники и назначением Новороссийским вице-губернатором. В 1802 году назначен Тобольским губернатором, в 1806 году — Пермским. 13 февраля 1811 года произведён в тайные советники.
26 мая 1817 года назначен сенатором (по 8-му департаменту). В том же году был командирован в Пермскую губернию по случаю неурожая; в 1818 году ревизовал Кавказскую и Астраханскую губернии и 14 декабря 1820 года командирован в Черниговскую губернию для продовольствия казённых поселян, казаков и помещичьих крестьян хлебом.
31 января 1823 года был назначен главным директором Межевой канцелярии, 9 апреля 1832 года произведён в действительные тайные советники и 4 ноября 1833 года, согласно прошению, уволен от должности главного директора.
Б. А. Гермес был кавалером орденов Святого Владимира 2-й степени (1816 год), Святой Анны 1-й степени (15 апреля 1810 года), Святого Георгия 4-й степени, которым награждён 15 декабря 1802 года за мужество, оказанное в 1788 году при взятии Очакова (№ 1468 по списку Григоровича—Степанова).
Скончался 2 (14) мая 1839 года и был погребён в Москве на Введенском кладбище (могила утрачена).

## Отзывы
По отзыву Ф. Ф. Вигеля, Гермеса в Сибири любили и уважали за его бескорыстие, доброту и строгость только в случае надобности.
Вместе с тем Ф. Ф. Вигель, противопоставивший Гермесу его предшественника — пермского губернатора К. Ф. Модераха, не любившего полагаться на своих подчинённых и самого входившего в подробности каждого дела, находя для этого время и желание, — отмечает, что губернатор Гермес все важнейшие дела предоставлял решать своему секретарю и отчасти другим чиновникам, а мелкие дела — своей супруге. В то время как Модерах находил для государственной службы честных людей, берёг казённые средства и малыми затратами достигал больших результатов, при Гермесе, например, в период частых рекрутских наборов, как пишет Ф. А. Прядильщиков, когда не соблюдаются очереди и правила приёма людей, между членами рекрутских присутствий находятся «бессовестные грабители, которые рады были случаю приобретать деньги».

## Семья
Жена — Анна Ивановна Кюстер (1780—1839). Их дети:
- Николай (1796—1866), генерал-майор
- Софья (1800—?)
- Мария (1803—?)
- Наталья (1808—?)
- Александра (1811—?)